# Moscheea Teritoriului Federal
Moscheea Teritoriului Federal sau Masjid Wilayah Persekutuan este o moschee din orașul Kuala Lumpur, Malaezia. Situată în apropiere de Complexul Guvernului Federal, aceasta este una dintre cele mai mari moschei din țară.

## Istorie și arhitectură
Construită între anii 1998-2000, Moscheea Teritoriului Federal este a 44-a moschee construită de guvernul malaezian în Kuala Lumpur. Locașul a fost inaugurat oficial la data de 25 octombrie 2000 de către sultanul Abdul Halim și Tuanku Syed Sirajuddin, rajahul din Perlis.
Design-ul moscheii este un amestec de stiluri arhitecturale otomane, persane și malaeziene. Cu toate acestea, stilul otoman este stilul dominant al edificiului, moscheea fiind construită după modelul Moscheeii Albastre din Istanbul, Turcia. Locașul prezintă 22 de domuri realizate din fibră de sticlă amestecată cu rășină epoxidică pentru duritate și luminozitate. În incinta sa poate găzdui cel mult 17.000 de persoane, acest fapt făcând-o una dintre cele mari moschei din Malaezia.

## Galerie de imagini

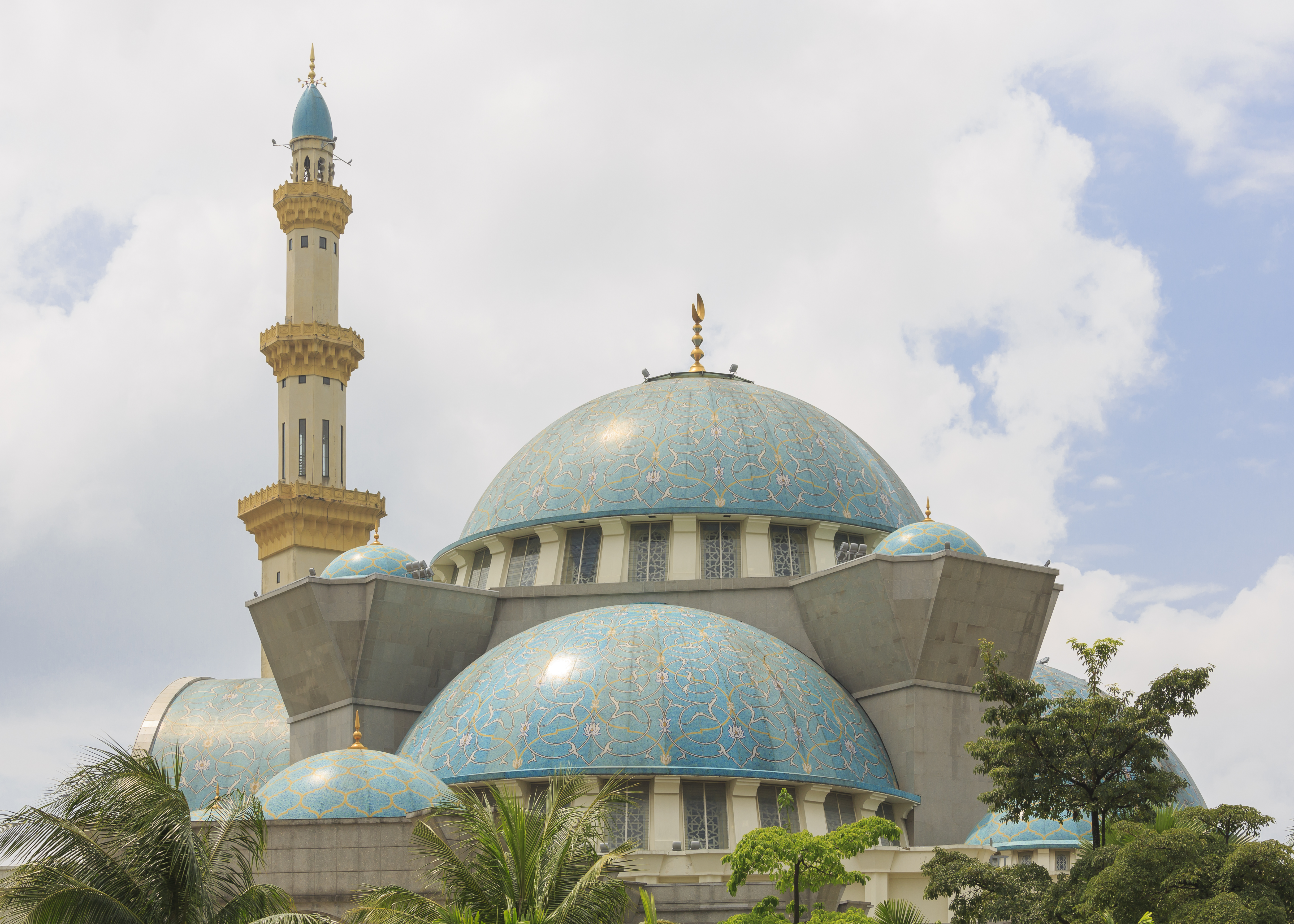
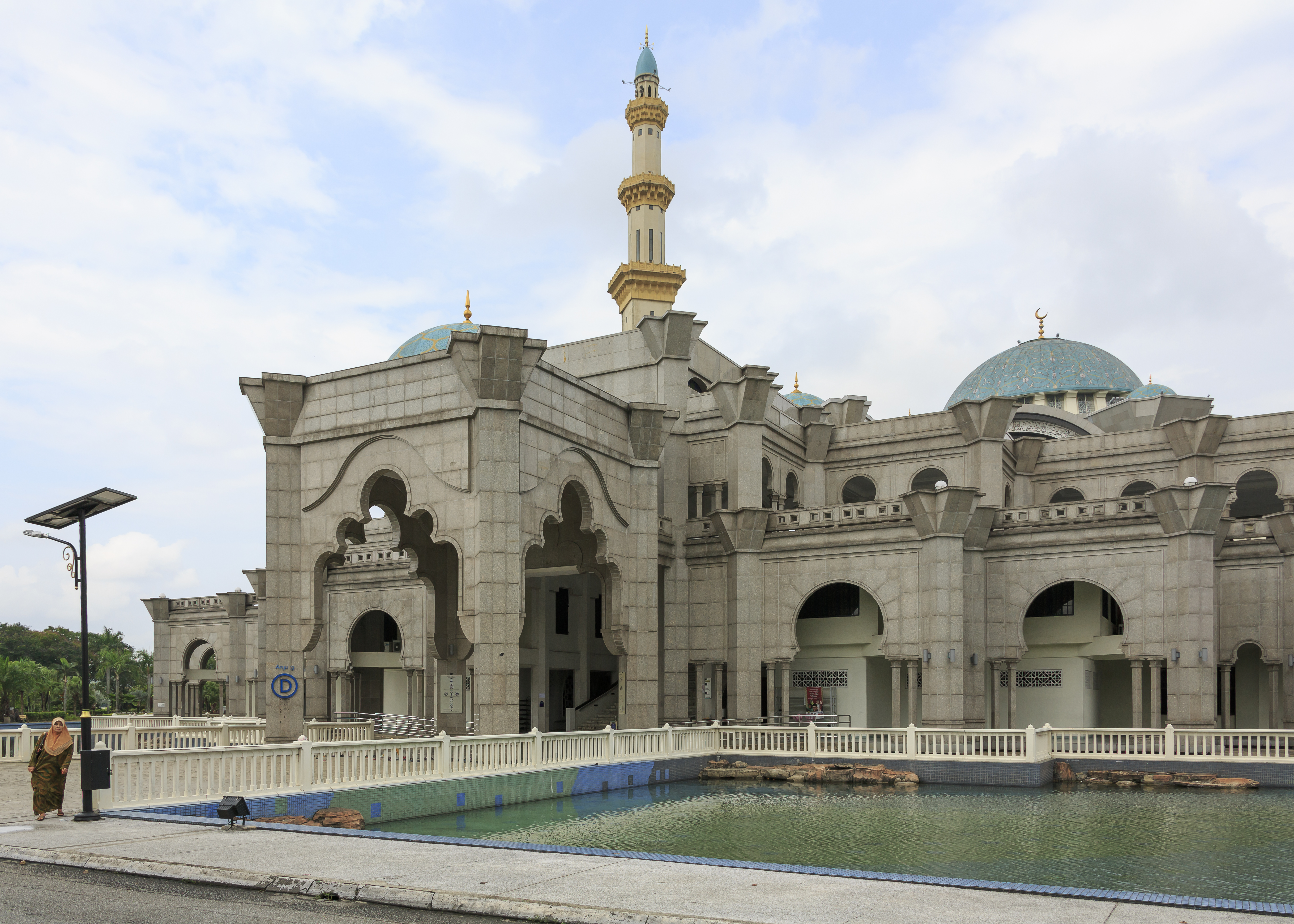
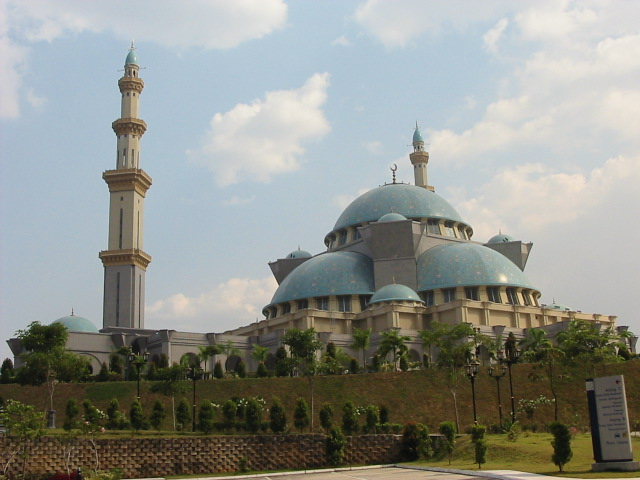
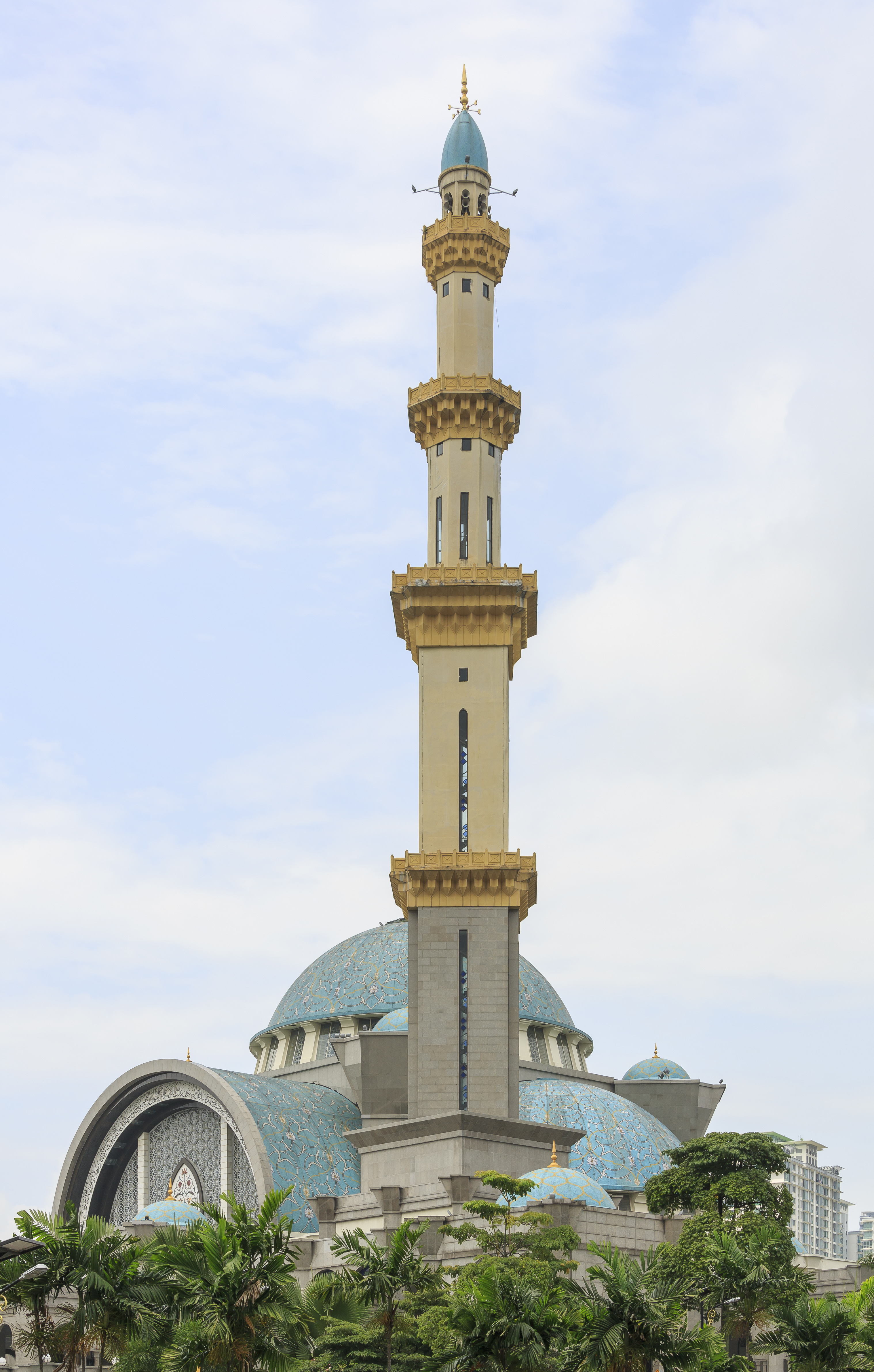
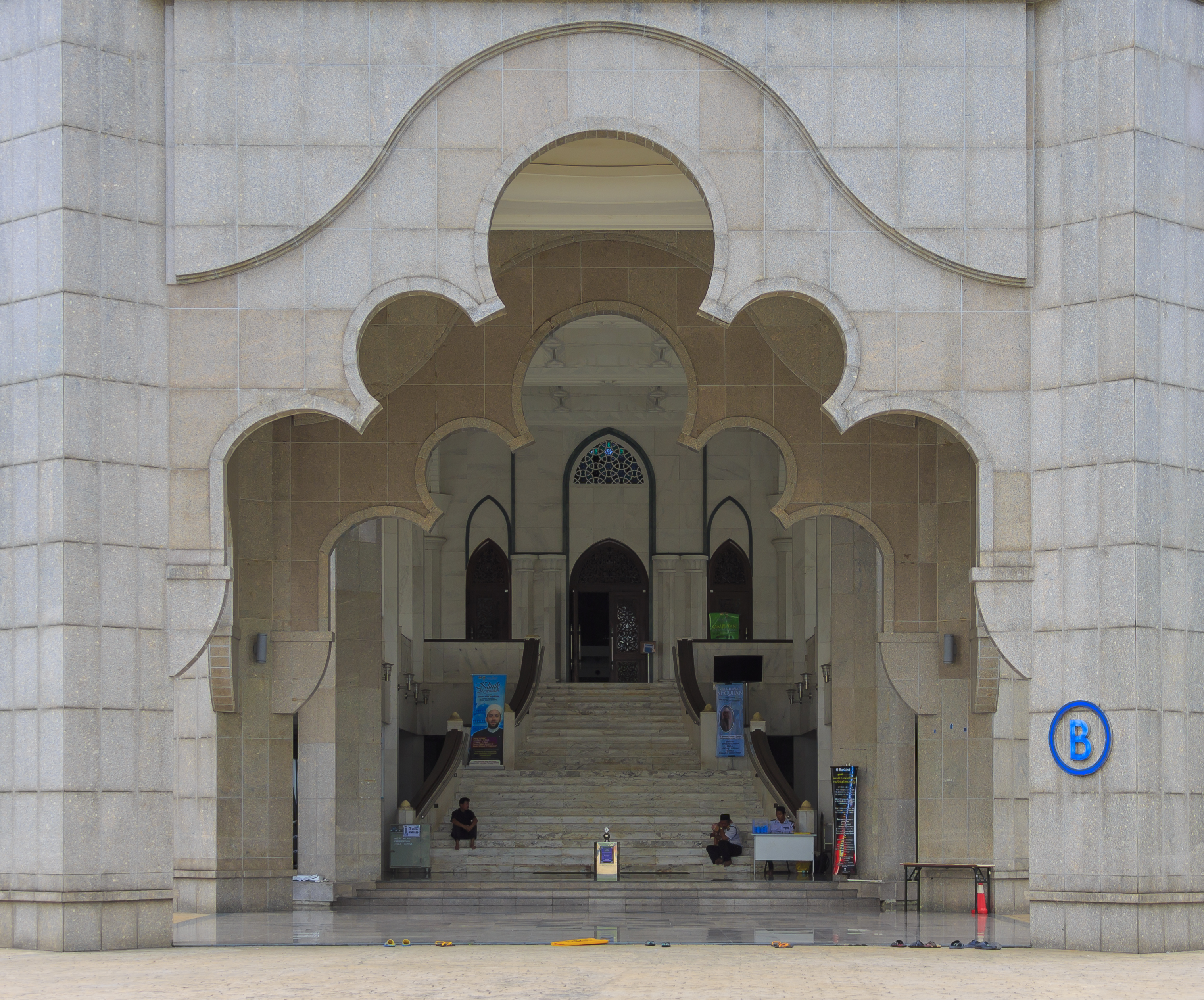